# Агнесса Бургундская (герцогиня Аквитании)
Агнесса Бургундская (около 995 — 1068, Сент) — герцогиня Аквитании в браке с Гильомом V и графиня Анжу в браке с Жоффруа II Мартелом. Регент Аквитанского герцогства во время малолетства своего сына в 1039—1044 годах.

## Биография
Принадлежала к Иврейской династии. Дочь графа Бургундии Отто Гильома и Ирментруды де Руси.

### Первый брак: герцогиня Аквитании
В 1019 году вышла замуж за герцога Гильома V Аквитанского, от которого у нее было трое детей: сыновья Гильом VII и Гильом VIII (оба — герцоги Аквитанские и графы Пуату), а также дочь Агнеса, императрица Священной Римской империи. Гильом умер 31 января 1030 года, оставив Агнессу вдовой с тремя маленькими детьми, а также троих оставшихся в живых детей от первых двух браков. Будучи замужем за Гильомом, Агнесса делала много пожертвований аббатству Клюни.

### Второй брак: герцогиня Анжу
После смерти мужа Агнесса потеряла свое влияние при дворе Пуатье, поскольку её сыновья не были наследниками. Чтобы вернуть себе положение и обеспечить будущее своим детям, Агнессе пришлось снова выйти замуж. Её вторым супругом стал Жоффруа II Мартел в 1032 году; это был выгодный союз, поскольку его отец был влиятельном Фульком III, граф Анжу.
В 1033 году войска Жоффруа вторглись в Пуату при поддержке Агнессы. Гильом VI, герцог Аквитанский, новый граф Пуату, был взят в плен в марте. Он был освобожден только в 1036 году после большого выкупа и умер в 1038 году бездетным. Затем графство вернулось к его брату, пасынку Агнессы Эду, который уже был герцогом Гасконским. Он пошел войной против Агнессы, её мужа и сыновей. Эд был убит в битве при Мозе.
Следующим графом Пуату стал сын Агнессы, Пьер, который принял имя Гильома VII. Будучи слишком юным для самостоятельного управления, его мать правила территориями от его имени с 1039 по 1044 год. После этого Агнесса переехала к Жоффруа в Анжу и, хотя она не принимала активного участия в правительстве, безусловно оказывала на него некоторое влияние.
Агнесса и Жоффруа жили в Германии при императорском дворе, поэтому её дочь Агнеса смогла выйти замуж за Генриха III, императора Священной Римской империи. Она сопровождали свою дочь и её мужа в Италию, где папа Климент II короновал императора и императрицу. После паломничества в Монте-Гараньо пара возвратилась в Пуату в 1047 году, где они основали монастырь Сент-Мари-де-Дам. Между 1047 и 1049 годами Агнесса основала монастырь Святого Николая в Пуату.
Агнесса и Жоффруа развелись между 1049 и 1052 годами. Причина неоднозначна: наиболее логичной версией расставания является отсутствие детей; также совет Реймса в 1049 году осудил некоторые браки как кровосмесительные и признал их разлученными. Также неизвестно, кто именно стал инициатором развода.

### Поздняя жизнь
Агнесса вернулась ко двору Пуатье и своему сыну Гильому, на которого имела большое влияние. Вскоре началась война между Анжу и Пуату, в которой её бывший муж Жоффруа одержал победу в 1053 году. Этого, вероятно, никогда бы не произошло, если бы Агнесса с ним не развелась. В 1058 году Гильом отправился на новую войну против своего бывшего отчима, вероятно потому, что Жоффруа передал приданое Агнессы своей новой жене Адельгейде. Гильом почти победил, однако внезапно умер от дизентерии в 1058 году.
Ему наследовал его брат Гвидо, который принял династическое имя Гильом VIII. Молодой граф был близок с Жоффруа, поскольку он был единственным отцом, которого он знал. Он помирился с Анжу, однако перемирие длилось только при жизни Жоффруа, а после его смерти Гильом без колебаний напал на его наследников и в 1062 году завладел Сентонжем. Агнесса, несмотря на почтенный возраст, всё ещё была очень активна и путешествовала по всему Пуату, делая пожертвования монастырям, или просто чтобы навестить сына при дворе Пуатье. В 1062 году Агнесса со своей дочерью-императрицей обратились к папе Александру II с просьбой об апостольской защите монастыря Святого Николая в Пуату. Агнесса умерла 10 ноября 1068 года и была похоронена в основанном ею монастыре.